# Реклю, Арман
Арма́н Реклю́ (фр. Armand Reclus; 13 марта 1843  года, Ортез — 9 января 1927 года, Sainte-Foy-la-Grande) — французский морской офицер-инженер и путешественник; участвовал в исследовании Панамского перешейка, один из создателей сооружения Панамского канала.
Происходит из многодетной семьи Реклю, давшей Франции учёных и анархистов.

## Труды
Кроме отчетов о произведённых исследованиях, Арман Реклю издал:
- «Panama et Darien. Voyages d’exploration» (1878, с картами и рисунками).